# Aérodrome de Denham
L'aérodrome de Denham (code OACI : EGLD) est un aérodrome situé à 2,8 km à l'est de Gerrards Cross, près de Denham, dans le Buckinghamshire, en Angleterre. 
Cet aérodrome est doté d'une licence qui permet des vols pour le transport public de passagers ou des vols d'instruction, tel qu'autorisé par le titulaire de la licence (Bickertons Aérodromes Limitée).

## Situation
| Heathrow Gatwick Stansted Luton City Southend Blackbushe Denham Elstree Fairoaks Farnborough Lydd North Weald Redhill Rochester Stapleford White Waltham Wycombe RAF Northolt Damyns Hall Biggin Hill Oxford Héliport |